# Byzantine: The Betrayal
 (décembre 2018).
Si vous disposez d'ouvrages ou d'articles de référence ou si vous connaissez des sites web de qualité traitant du thème abordé ici, merci de compléter l'article en donnant les références utiles à sa vérifiabilité et en les liant à la section « Notes et références ».
Byzantine: The Betrayal est un jeu vidéo d'aventure sorti en 1997 sur Windows. Le jeu a été développé par Stormfront Studios et édité par Discovery Channel.

## Synopsis
Un journaliste américain reçoit l'e-mail d'un ancien camarade de classe parti habiter à Istanbul. Celui-ci lui demande de venir dès que possible car il a une histoire incroyable à lui révéler. Arrivé sur place, le journaliste découvre que son ami a disparu et que la police le recherche. Après quelques recherches, le journaliste retrouve son ami, mort, et des tueurs sont à ses trousses.

## Système de jeu
Le jeu se joue à la manière d'un pointer-et-cliquer classique. Il se déroule dans des décors fixes photoréalistes, met en scène des acteurs réels, et propose une visite virtuelle de divers monuments d'Istanbul sur fond d'intrigue policière.